# Až do města Aš
Až do města Aš (slovensky: Až do mesta Aš) je slovensko-český dramatický film z roku 2012 režisérky Ivety Grófové. Snímek byl vybrán jako slovenský kandidát na 85. ročník Oscara za nejlepší cizojazyčný film, ale do užšího výběru se nedostal.

## Děj
Mladá Dorotka právě odmaturovala. Žije na východním Slovensku v dřevěné chalupě romské osady. Neví, co s životem dál, v okolí se moc práce sehnat nedá. Rozhodne se opustit svoji rodinu a přítele. Vydává se na opačný konec bývalé společné republiky, do města Aš. Začíná zde pracovat v textilní továrně a bydlí na ubytovně. Brzy je z práce vyhozena, kontaktuje proto rodinu o pomoc, ta však po ní žádá, aby se vrátila zpět. To ona nehodlá. Vysvobození jí nabízí starý bohatý Němec, nic ale není zadarmo.

## Obsazení
- Dorota Billá jako Dorotka
- Silvia Halušicová jako Silvie
- Robin Horký jako Johann
- Jarka Bučincová jako Jarka
- Mária Billá jako matka
- Vašek Peroutka jako Vašek
- Petr Kropáček jako Kropi
- Jozef Karala jako Ďodík
- Horst Wachter jako Pepek
- Ľudmila Kašparová jako Ludmilka
- Margita Lukáčová jako Margitka
- Doris Bešťáková jako Doris
- Šárka Dvouletá jako Šárka
- Jan Cina